# Witold Filler

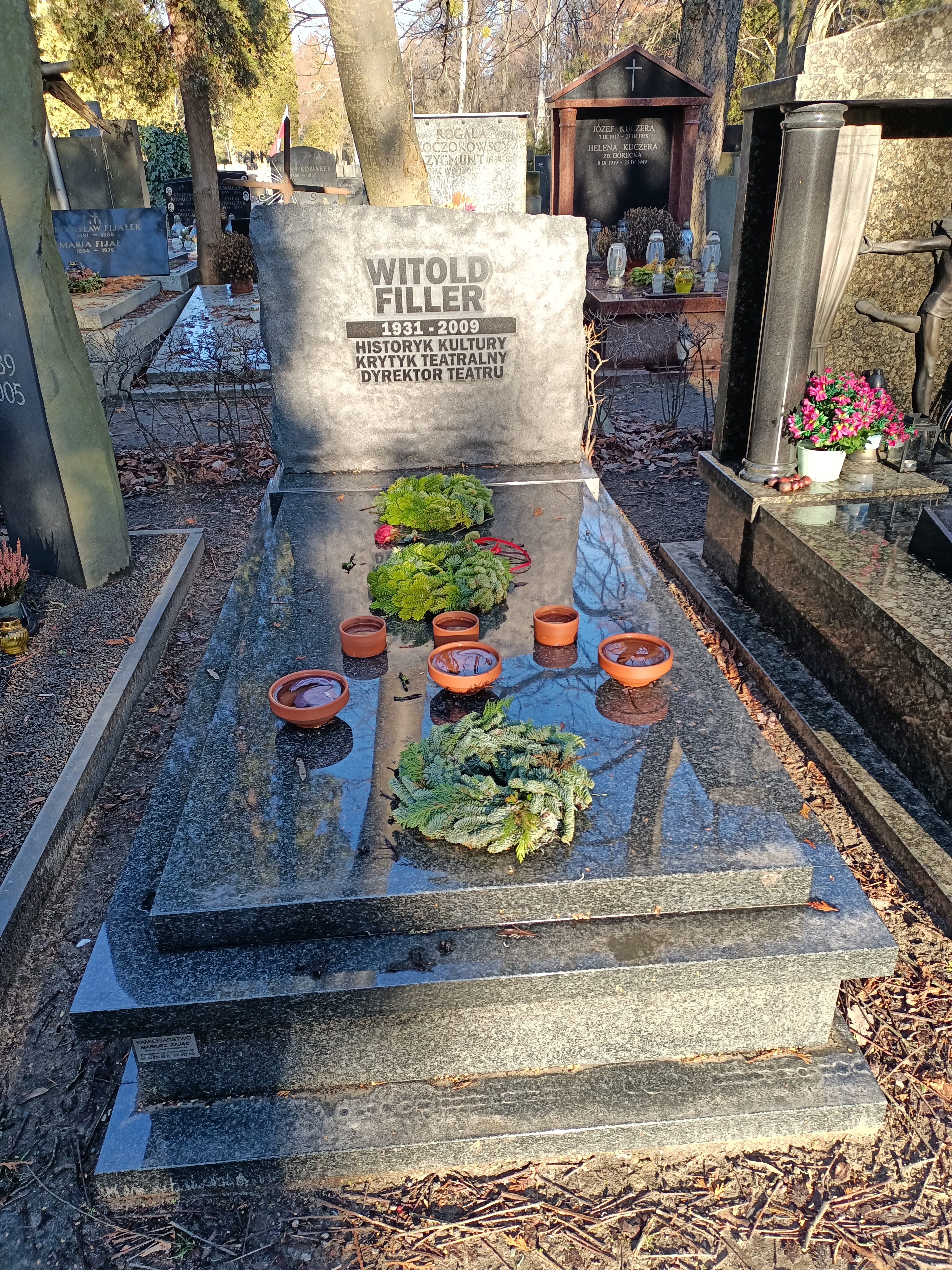
Grób Witolda Fillera Cmentarzu Wojskowym na Powązkach

Witold Filler (ur. 13 stycznia 1931 w Piastowie, zm. 11 lutego 2009 w Warszawie) – polski aktor, pisarz, dziennikarz, publicysta.

## Życiorys
Od trzeciego roku życia mieszkał w Warszawie. Ukończył VI Liceum Ogólnokształcące im. Tadeusza Reytana w Warszawie (1948) i Wydział Aktorski Akademii Teatralnej im. Aleksandra Zelwerowicza w Warszawie (1952).
W latach 1952–1956 był aktorem Teatru Dramatycznego, a w latach 1956–1961 Teatru Narodowego. Od 1963 był redaktorem naczelnym redakcji rozrywki Telewizji Polskiej  (występował m.in. w popularnym programie satyrycznym ,,Wielokropek") a następnie redaktorem naczelnym dwutygodnika „Teatr” (1972 - 1975) i tygodnika „Szpilki”. Dyrektor warszawskiego Teatru Syrena (1978–1990).
Był autorem biograficznej książki poświęconej Violetcie Villas pt. Tygrysica z Magdalenki (1993), z którą współpracował jako konferansjer i organizator tras koncertowych.
Uznawany za jednego z najważniejszych i najbardziej wpływowych publicystów teatralnych lat sześćdziesiątych. Specjalizował się w krytyce teatralnej, historii polskiego teatru, szczególnie kabaretu i cyrku. Autor monografii poświęconych polskim aktorom m.in. Tadeuszowi Łomnickiemu, Ignacemu Gogolewskiemu czy Janowi Świderskiemu. 
Członek i działacz PZPR uhonorowany wysokimi odznaczeniami państwowymi. Jest autorem wydanej na przełomie 1968/69 roku broszury ,,Teorie i praktyki paryskiej Kultury", wymierzonej w środowisko Kultury.  Mimo entuzjastycznej opinii o inscenizacji ,,Dziadów" w reżyserii Kazimierza Dejmka wyrażonej w zatrzymanej przez cenzurę recenzji, 3 lutego 1968 w programie kulturalnym Pegaz wspólnie z redaktorem Grzegorzem Lasotą skrytykował zdjęty przez władze spektakl, zarzucając mu m.in. ,,zamienienie romantycznej poezji w drobną politykę".
Dwukrotnie żonaty, najpierw z Anną, następnie z Moniką.
Zmarł 11 lutego 2009, został pochowany na Cmentarzu Wojskowym na Powązkach w Warszawie (kwatera A 30-tuje-16).

## Odznaczenia
- Krzyż Oficerski Orderu Odrodzenia Polski (1978)[14]
- Krzyż Kawalerski Orderu Odrodzenia Polski[15]
- Medal 40-lecia Polski Ludowej (1985)[14]
- Honorowa Odznaka m.st. Warszawy (1985)[14]